# Grigorij Sokołow (pianista)
Grigorij Lipmanowicz Sokołow (ros. Григо́рий Ли́пманович Соколо́в, ur. 18 kwietnia 1950 w Leningradzie)  – światowej sławy rosyjski pianista.

## Życiorys
Gry na fortepianie uczył się od piątego roku życia. Od 1957 studiował w Konserwatorium Leningradzkim. Jednym z jego nauczycieli był Emil Gilels. W 1965 wygrał Ogólnorosyjski Konkurs Pianistyczny, a w 1966 zwyciężył w III Międzynarodowym Konkursie Muzycznym im. Piotra Czajkowskiego. Jest najmłodszym zwycięzcą tego konkursu w historii.
Od 1975 prowadzi zajęcia w Konserwatorium Petersburskim.
Do lat 80. XX wieku występował głównie w Związku Radzieckim. Później rozpoczęła się jego międzynarodowa kariera. W 1990 zadebiutował w Paryżu, a w 1999 grał na festiwalu w Edynburgu. W trakcie swojej kariery występował w wielu krajach, w tym kilka razy w Polsce (m.in. na festiwalu Chopin i jego Europa). Regularnie koncertuje w filharmoniach w Londynie, Nowym Jorku, Amsterdamie, Wiedniu, Montrealu, Mediolanie i Moskwie.
W jego repertuarze znajdują się utwory m.in. Roberta Schumanna, Fryderyka Chopina, Johanna Sebastiana Bacha, Johannesa Brahmsa, Siergieja Rachmaninowa, Franza Schuberta, Josepha Haydna, Aleksandra Skriabina i Wolfganga Amadeusa Mozarta. Nagrał wiele płyt, większość dla wytwórni rosyjskiej Miełodija, wytwórni francuskiej Opus 111 oraz Deutsche Grammophon. Pianista zwykle występuje w recitalach solowych.

## Życie prywatne
Jego żoną była Inna Sokołowa (do śmierci w 2014). Na pomówienie, że była ona wcześniej żoną jego zmarłego kuzyna lub jego samego ciotką, wystosował zaprzeczający list otwarty.
Jest ścisłym weganinem. Fascynuje się okultyzmem.